# Мереншаль
Меренша́ль (фр. Mérinchal, окс. Mairinchal) — коммуна во Франции, находится в регионе Лимузен. Департамент коммуны — Крёз. Входит в состав кантона Крок. Округ коммуны — Обюссон.
Код INSEE коммуны — 23131.

## Население
Население коммуны на 2010 год составляло 745 человек.
| 1962 | 1968 | 1975 | 1982 | 1990 | 1999 | 2010 |
| ---- | ---- | ---- | ---- | ---- | ---- | ---- |
| 1199 | 1187 | 1159 | 1032 | 907  | 821  | 745  |

## Экономика
В 2010 году среди 425 человек трудоспособного возраста (15—64 лет) 304 были экономически активными, 121 — неактивными (показатель активности — 71,5 %, в 1999 году было 69,4 %). Из 304 активных жителей работали 280 человек (157 мужчин и 123 женщины), безработных было 24 (11 мужчин и 13 женщин). Среди 121 неактивных 25 человек были учениками или студентами, 54 — пенсионерами, 42 были неактивными по другим причинам.